# 二界沟街道
二界沟街道，是中华人民共和国辽宁省盘锦市大洼区下辖的一个乡镇级行政单位。

## 行政区划
二界沟街道下辖以下地区：
海兴村和海隆村。